# Universidade de Economia Mundial e Nacional
Universidade de Nacional e Economia Mundial (búlgaro Университет за национално и световно стопанство, abreviado como УНСС, UNSS) é a maior e mais antiga escola de negócio da Bulgária e do Sudeste da Europa, com cerca de 95 anos história.

## História
A universidade foi criada pela ordem № 2155 de 5 de julho de 1920 do Ministério da Educação Universidade Livre de Estudos Políticos e Econômicos (СУПСН). Em 1940 tornou-se Universidade Estadual de Finanças e Ciências Administrativas (ДВУФАН) e em 1947 tornou-se Faculdade de Administração e Ciências Sociais da Universidade de Sófia. Por decreto № 26 de 1952, restaurou a sua independência como uma instituição de ensino superior com o nome de Instituto Superior de Economia (ВИИ). Em 1953, pelo Decreto № 89 foi batizada de "Karl Marx". Em O 1990, por decisão do Conselho Académico do "Karl Marx", o Instituto Superior de Economia tornou-se Universidade de Economia Mundial e Nacional